# Парад физкультурников

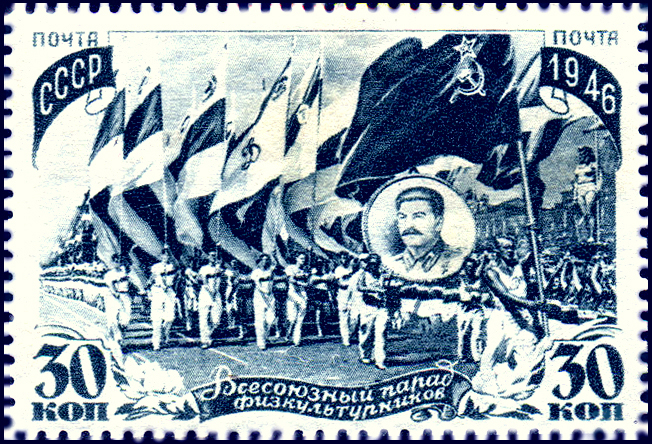
1946 год. Всесоюзный парад физкультурников. Художник марки В. В. Завьялов

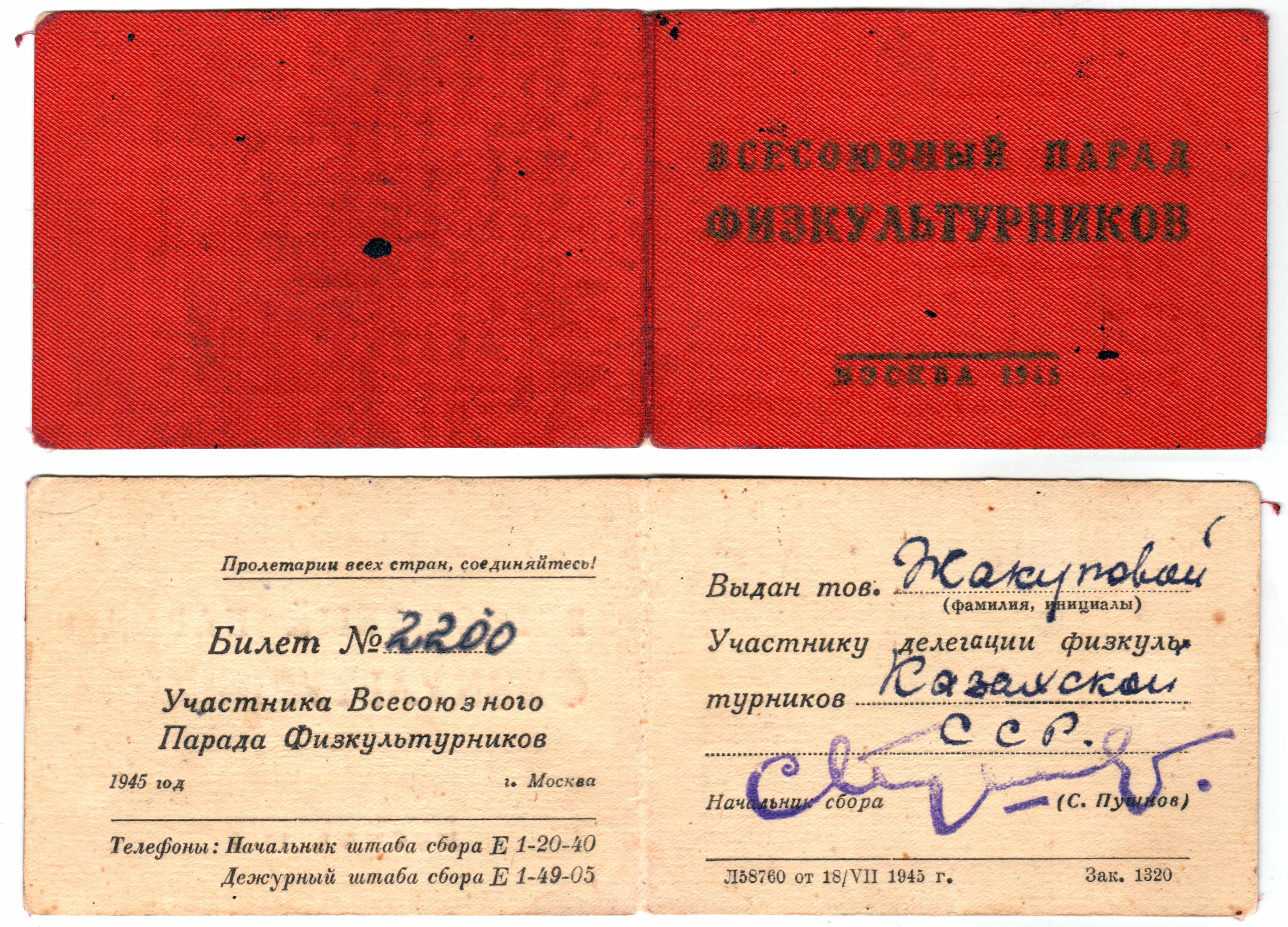
Билет участника всесоюзного парада физкультурников (12 августа 1945 года, Москва, Красная площадь)

Пара́д физкульту́рников — мероприятие физкультурников, проводившееся в СССР, призванное пропагандировать среди советского народа занятие физической культурой.

## История

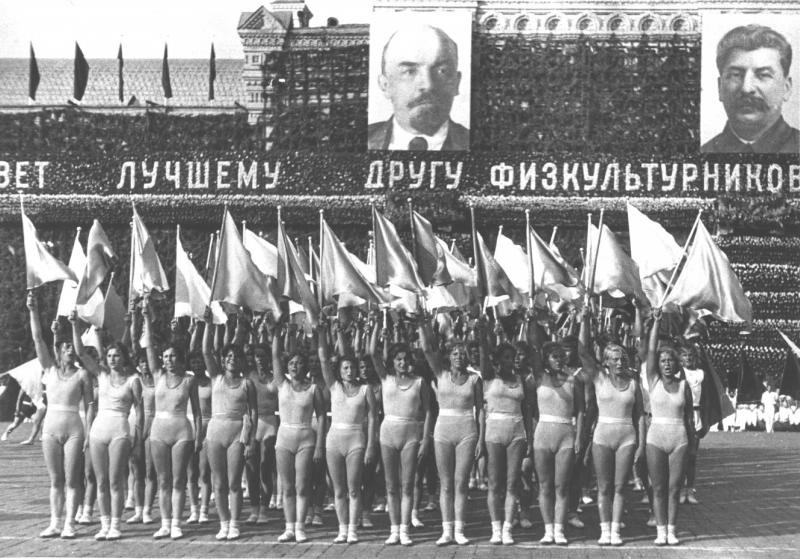
1935 год. Всесоюзный парад физкультурников на Красной площади. Выступление девушек с флажками.

В 1919 году на Красной площади в Москве состоялся первый парад физкультурников и отрядов Всевобуча.
Наиболее грандиозный парад проходил в столице СССР Москве. Парады также проводились в некоторых иных городах СССР, в частности, в 1927 году в Барнауле проходило празднование 10-й годовщины Октябрьской революции с парадом физкультурников.
С 1931 года парады стали проводиться ежегодно, сначала в Москве и Ленинграде, а затем и других городах СССР.
В 1935 году на параде физкультурников в Москве И. В. Сталин был назван «лучшим другом пионеров», а в 1936 году на параде физкультурников в Москве впервые появился лозунг «спасибо товарищу Сталину за наше счастливое детство!».
С 1936 года в Москве начали проводиться всесоюзные физкультурные парады. В них участвовали физкультурники всех союзных республик.
Парад физкультурников, прошедший 24 июня 1938 года в Москве, был запечатлён в кинохронике «Физкультурный парад» (реж. Григорий Александров).
С 1939 года проведение парадов приурочивалось ко всесоюзному Дню физкультурника.
Физкультурный парад, состоявшийся 18 июля 1939 года в Москве, был запечатлён в цветной хроникальной ленте «Цветущая юность» (реж. Александр Медведкин).
Первый послевоенный парад физкультурников (и последний на Красной площади) состоялся 12 августа 1945 года. Он был посвящён Победе в Великой Отечественной войне. Выступало 25 тысяч участников из 16 союзных республик. В гимнастической части парада было 22 выступления, продолжавшихся 4 часа 20 минут. Цветная документальная хроника «Всесоюзный парад физкультурников 12 августа 1945 года» (реж. Василий Беляев, ЦСДФ, 1945) была показана по телеканалу «Культура» 9 мая 2011 года.
В 1940-е годы эскизы костюмов и композиций парада физкультурников на Красной площади создавал известный театральный художник Ф. Ф. Федоровский.
С 1946 года парады физкультурников проводились на стадионе «Динамо».
Последний парад физкультурников состоялся в 1954 году. Затем Совмин принял решение отменить и рекомендовал вместо них участвовать в спартакиадах народов СССР. В дальнейшем массовые показательные выступления типа физкультпарадов проводились перед крупнейшими соревнованиями, а также на праздниках 1 мая и 7 ноября.
В декабре 2023 года, президент РФ В. Путин поручил правительству РФ подготовить к марту 2024 года предложение о возрождении спортивных парадов на Красной площади. С 12 по 16 июня 2024 года парады физкультурников проходили на ВДНХ в рамках фестиваля «Времена и эпохи».

### В культуре
- Художник А. Н. Самохвалов написал картину «С. М. Киров принимает парад физкультурников» (1935, ГРМ)
- Мозаичное панно В. А. Фролова «Парад физкультурников». Находится в московском метро на станции «Новокузнецкая»

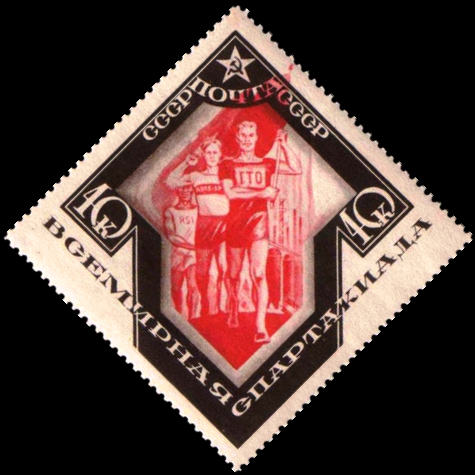
Марка, 1935 год
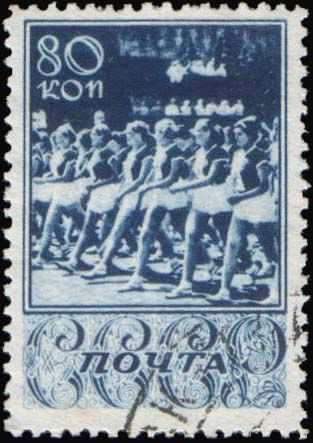
Почтовая марка, 1938 год
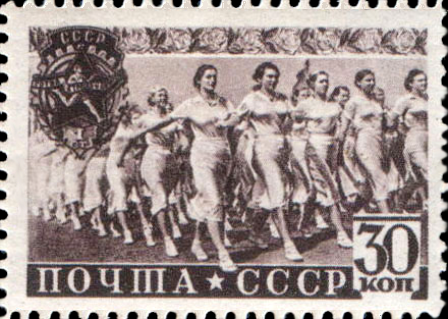
Марка, 1940 год
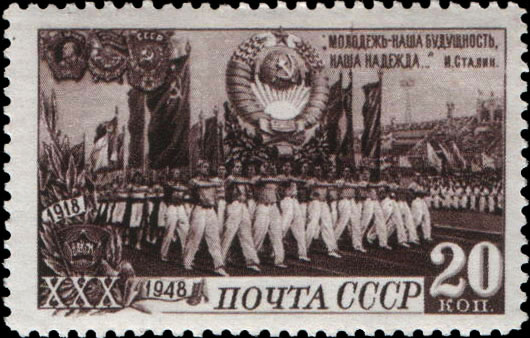
Почтовая марка, 1948 год
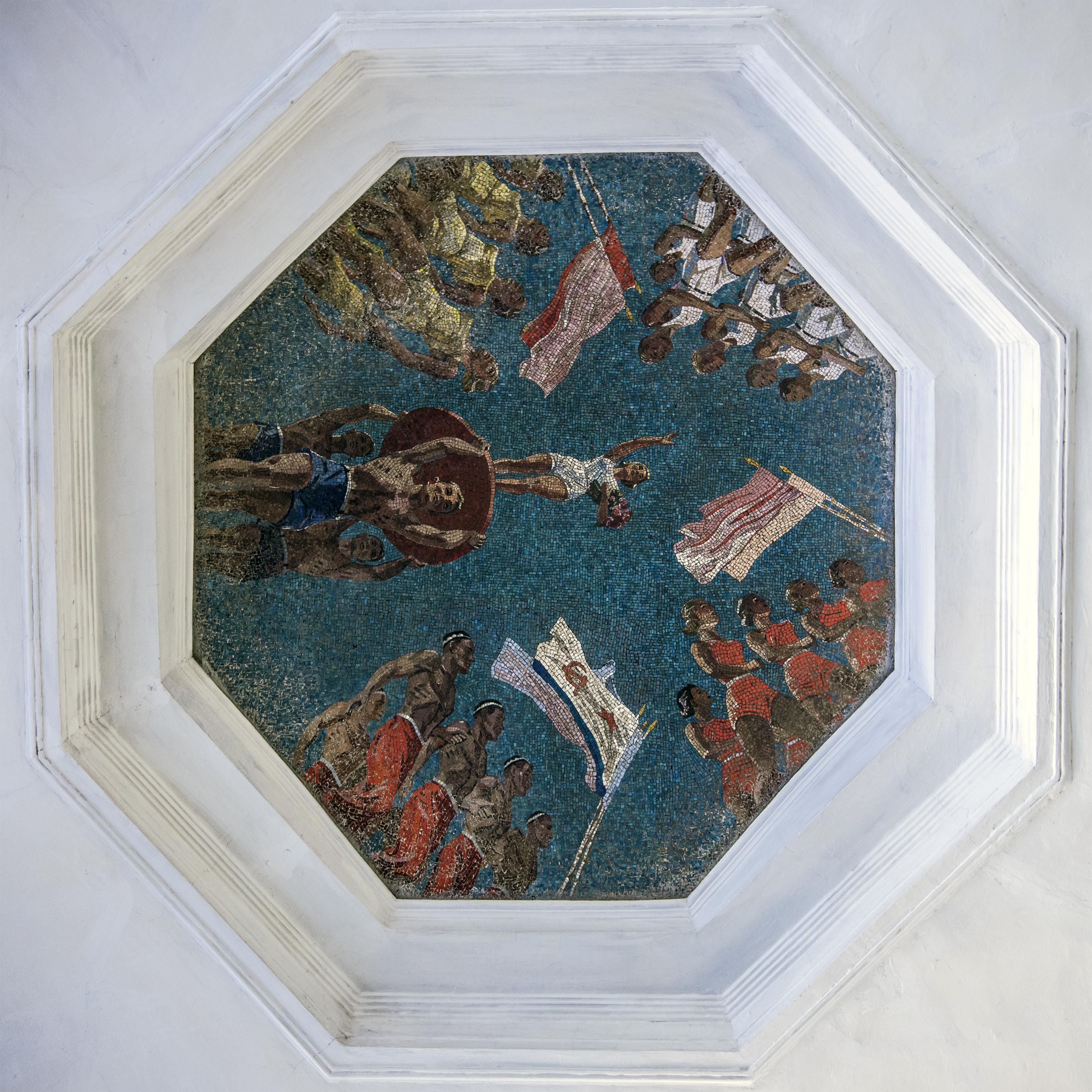
Мозаика «Парад физкультурников»
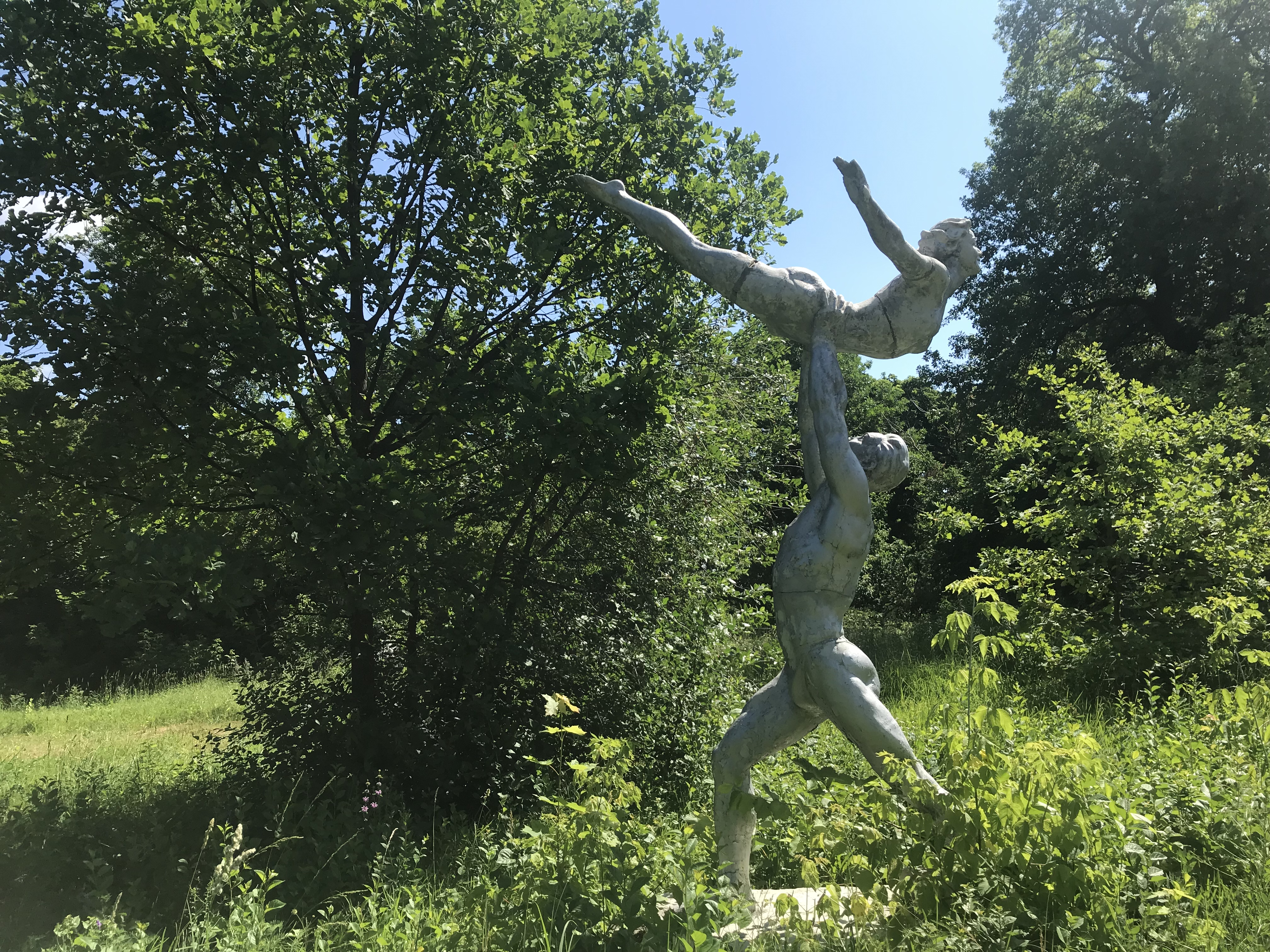